# Fuberidazol
Fuberidazol ist ein häufig benutztes Pflanzenschutzmittel (Fungizid) aus der Gruppe der Benzimidazole. Es wird vor allem zur Saatgutbeizung eingesetzt.
Der Wirkstoff Fuberidazol wurde in der Europäischen Union mit Wirkung zum 1. März 2009 für Anwendungen als Fungizid zugelassen.
In Deutschland, Österreich und der Schweiz ist kein Pflanzenschutzmittel mit diesem Wirkstoff zugelassen.